# Примарный идеал
В коммутативной алгебре идеал Q коммутативного кольца A называется примарным, если он не совпадает со всем кольцом, и для любого элемента Q вида xy либо x, либо yn для некоторого n>0 также является элементом Q. Например, в кольце целых чисел Z идеал примарен тогда и только тогда, когда он имеет вид (pn), где p — простое число.
Примарные идеалы важны в теории коммутативных колец, потому что любой идеал нётерова кольца имеет примарное разложение, то есть может быть записан как пересечение конечного числа примарных идеалов. Этот результат известен как теорема Ласкера — Нётер.
Примарные идеалы обычно рассматриваются в теории коммутативных колец, поэтому в дальнейших примерах кольцо предполагается коммутативным и с единицей.

## Примеры и свойства
- Любой простой идеал является примарным.
- Идеал примарен тогда и только тогда, когда в факторкольце по нему любой делитель нуля является нильпотентным.
- Если Q — примарный идеал, то его радикал P является простым. В этом случае Q называется P-примарным.
- Если P — максимальный простой идеал, то любая степень P — примарный идеал. Однако не все P-примарные идеалы являются степенями P, например, идеал (x, y2) является P-примарным для P = (x, y) в кольце k[x, y], но не является степенью P.
- Если A — нётерово кольцо и P — простой идеал, то ядро {\displaystyle A\to A_{P}} отображения из A в его локализацию по идеалу P является пересечением всех P-примарных идеалов.[1]